# Fusillade de Thousand Oaks
La fusillade de Thousand Oaks est une fusillade qui a eu lieu le 7 novembre 2018 à Thousand Oaks, en Californie (États-Unis), dans un club de danse,,.
Il y avait plus de 200 clients dans le club, quand l'attaque a commencé autour de 23 h 20. Il y avait un seul assaillant, qui a tiré environ 30 coups de feu et a jeté des fumigènes. Les premiers enquêteurs ont trouvé une arme de poing mais pas de fusil sur la scène de crime.
Douze personnes ont été tuées, dont un policier, tandis que 10 autres sont blessées. En outre, l'agresseur a été retrouvé mort à l'intérieur du bar.

## Les événements
La fusillade s'est déroulée dans un « Bar & Grill » situé au 99 Rolling Oaks Drive à Thousand Oaks, en Californie. Il s'y déroulait la traditionnelle College Country Night réservée aux étudiants. Il est possible que plusieurs centaines de jeunes se soient trouvés à l'intérieur au moment du massacre. Le bureau du shérif du comté a déclaré qu'au moins trente coups de feu avaient été tirés. Un témoin a affirmé qu'à environ 23 h 30 quelqu'un a couru dans le bar et a commencé à tirer à l'aide d'un pistolet semi-automatique, et a également lancé une sorte de fumigène dans la foule.

## Les victimes
Les douze victimes de l'attaque sont :
- huit étudiants.
- Ron Helus, un shérif sergent qui fut le premier à intervenir sur les lieux[9],[10].
- un videur de 48 ans.
- un ancien combattant des Marines âgé de 33 ans.
- un homme de 27 ans qui avait survécu à la fusillade de Las Vegas d'octobre 2017[11],[12],[13],[14].

## Le meurtrier
Quelques heures après la fusillade, le shérif du comté de Ventura, Geoff Dean, a identifié le suspect comme étant un homme, Ian David Long, un vétéran des Marines, âgé de 28 ans, de Newbury Park, un hameau situé à l'intérieur des limites de la ville de Thousand Oaks. Son arme, une arme de poing de calibre.45, aurait été achetée légalement. Un voisin de Long a affirmé qu'il souffrait de trouble de stress post-traumatique du fait de son passage dans l'armée et qu'il « n'avait aucune idée de ce qu'il faisait avec une arme à feu ». Avant la fusillade, Long vivait avec sa mère,,.